# Rheinisches Malermuseum

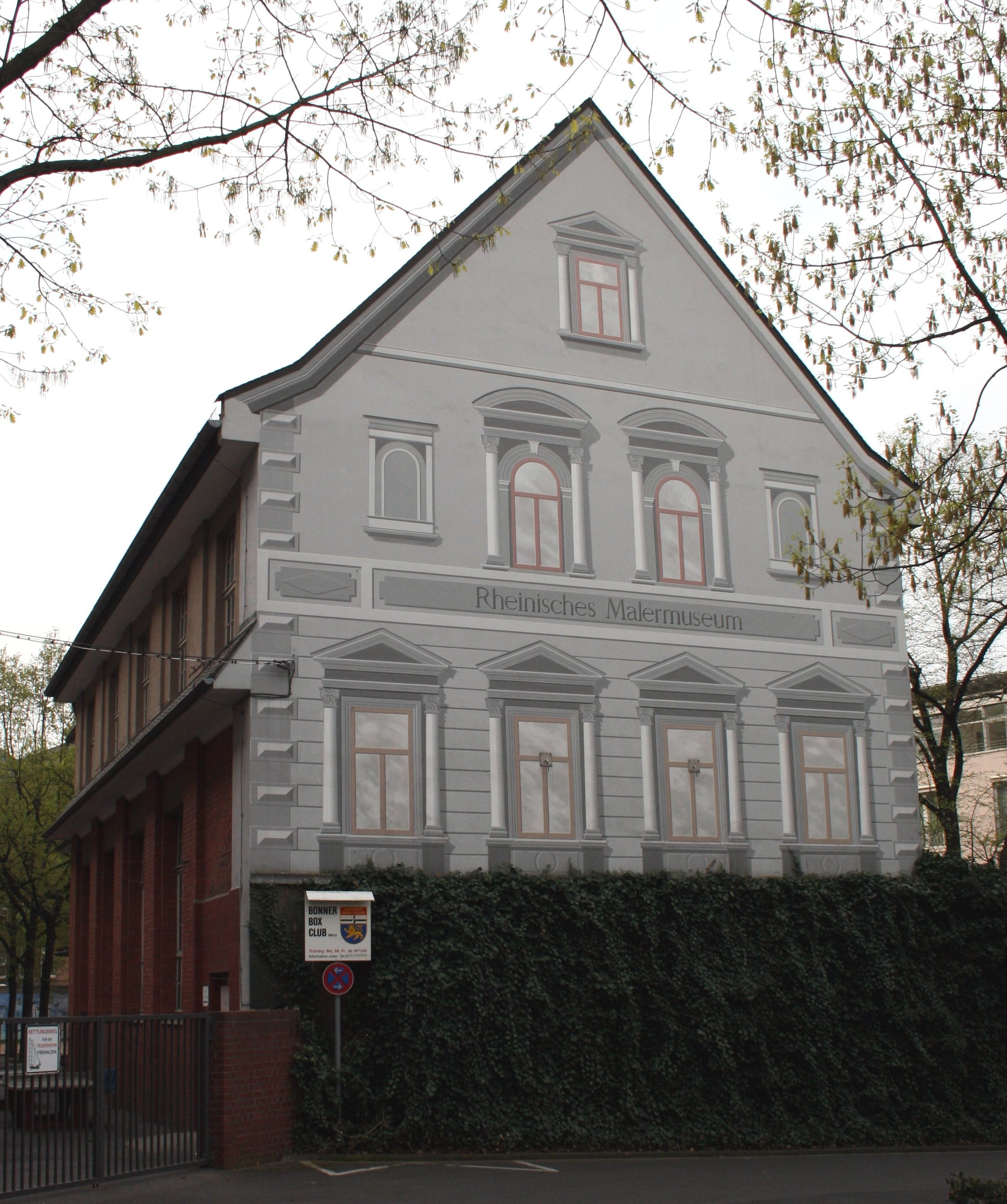
Rheinisches Malermuseum (2009)

Das Rheinische Malermuseum in Bonn ist ein Museum in Trägerschaft eines privaten Fördervereins, um alte und fast vergessene Techniken und Gerätschaften des Malerhandwerks für die Nachwelt zu erhalten.

## Trägerschaft und Gründung
Erste Pläne zur Gründung eines solchen Museums gab es bereits im Jahr 1979. Mit der Gründung eines „Förderverein Rheinisches Malermuseum Bonn e.V.“ 1985 konnten konkretere Planungen zur Ausgestaltung und Finanzierung beginnen. Über die Mitgliedschaft im Förderverein haben sich insbesondere Malermeister im Ruhestand um die Konzeption, den Aufbau und die Pflege der Ausstellung bemüht. Das Museum wurde am 10. November 1989 eröffnet.

## Ausstellung
Der Grundstock der Sammlung, die im Museum präsentiert wird, stammt aus dem Erbe eines Bonner Malermeisters. Die detailgetreue Darstellung einer Malerwerkstatt um 1900 mitsamt den damals gebräuchlichen Werkzeugen, Farbmühlen, Pinsel, Farben und anderen Gerätschaften bildet das Zentrum der kleinen Ausstellung. Verschiedene Techniken des Malerhandwerks werden anhand von unterschiedlichen Entwürfen für Wandmalereien, Decken und Fassadengestaltungen demonstriert. 
Die Historie der Bonner Innung des Maler- und Lackiererhandwerks umfasst einen weiteren Bereich der Ausstellung. Anhand von Fahnen, Urkunden und Rechnungen der ehemals selbständigen Innungen Bonn, Bad Godesberg und des Rhein-Sieg-Kreises erhält der Besucher einen Eindruck vom Selbstbewusstsein des damaligen Maler- und Anstreichergewerbes im Rheinland. Der originale Innungspokal aus Silber – eine Arbeit aus dem Jahr 1896 – bildet das Prunkstück dieses Ausstellungsbereiches.

## Lage
Das Museum befindet sich am Berliner Platz 35–39, im alten Malersaal im zweiten Stock einer ehemaligen Berufsschule. Heute beherbergt das separate Gebäude die Turnhalle der inzwischen geschlossenen Pestalozzi-Schule, einer ehemaligen offenen Ganztags-Förderschule. Dort trainieren die Sportler des Bonner Box Club. Die gemalte Außenfassade aus der Gründerzeit ist als Blickfang eine weithin sichtbare Werbung für das Museum.